# Stille spricht
Stille spricht (englischer Originaltitel: Stillness Speaks) ist ein 2003 erschienenes Selbsthilfebuch des deutschen Autors Eckhart Tolle.

## Übersicht
Im Gegensatz zu seinen in Fließtext verfassten Werken Jetzt! Die Kraft der Gegenwart und Eine neue Erde ist Stille spricht in einem sutrenartigen Stil gehalten. Das bedeutet, dass das Buch aus verschiedenen Versen zu Themen besteht, die einem laut Autor Schritt für Schritt zum Bewusstsein führen sollen. Die Versform sei hierbei ein Vorteil, weil sie den „Verstand nicht länger als nötig“ beschäftige. Der Autor schrieb hierzu: "Wie die alten Sutren und alle wahren spirituellen Lehrer zeigen die Gedanken dieses Buches nicht auf sich selbst und sagen "Sieh mich an", sondern sie sagen: "Sieh über mich hinaus"".

Die offizielle Website von Eckhart Tolle beschrieb das Buch als dafür gestaltet, "meditativ gelesen" zu werden. Es sei "ein Mosaik aus einzelnen Einträgen, jeweils prägnant und in sich abgeschlossen, aber in ihrer Gesamtheit zutiefst transformierend". Es würde den Lesern "die Essenz [von Tolles] Lehre in kurzen, einfachen Sätzen, die jeder leicht verstehen kann", geben.

„Ich bin nicht meine Gedanken, Emotionen, Sinneswahrnehmungen und Erfahrungen. Ich bin nicht mein Lebensinhalt. Ich bin das Leben selbst. Ich bin der Raum, in dem alles geschieht. Ich bin Bewusstsein. Ich bin das Jetzt. Ich bin.“

## Inhalt

### Kapitel
Einleitung
1. Äußere und innere Stille
2. Jenseits des Denkens
3. Das egozentrische Selbst
4. Das Jetzt
5. Wer du wirklich bist
6. Annehmen und Aufgeben
7. Die Natur
8. Beziehungen
9. Der Tod und das Unvergängliche
10. Das Leiden und die Aufhebung des Leidens

### Zitate (Auswahl)
"Der Strom der Gedanken hat eine enorme Triebkraft, die dich leicht mitreißen kann. Jeder Gedanke gibt vor, sehr wichtig zu sein. Er will deine Aufmerksamkeit auf sich konzentrieren. Hier ist eine neue spirituelle Übung für dich: Nimm deine Gedanken nicht so ernst."
"Spüre die Energie deines inneren Körpers. Sofort klingt der mentale Lärm ab oder hört auf. Spüre die Energie in Händen und Füßen, in Bauch und Brust. Spüre das Leben, das du bist, das Leben, das den Körper beseelt. Dann wird der Körper eine Art Durchgang zu einem tieferen Gefühl von Lebendigkeit, das unter den wechselnden Emotionen und unter dem Denken liegt."
"Gehst du mit diesem Augenblick so um, als wäre er ein Hindernis, das du überwinden musst? Hast du das Gefühl, dass ein zukünftiger Augenblick vor dir liegt, der wichtiger ist? Fast jeder lebt die meiste Zeit über so. Da die Zukunft nie anbricht, außer in der Gegenwart, ist das eine ungesunde Art zu leben. Sie erzeugt ein dauerndes unterschwelliges Unbehagen, Spannungen, und Unzufriedenheit. Sie würdigt das Leben nicht, das sich ausschließlich jetzt vollzieht, nicht vorher und nicht nachher, sondern jetzt."
"Du wirst nicht in der Vergangenheit oder Zukunft zu dir selbst finden. Der einzige Ort, wo du zu dir selbst finden kannst, ist das Jetzt. Suchende auf dem spirituellen Weg streben nach zukünftiger Selbsterkenntnis oder Erleuchtung. Auf der Suche zu sein bringt es mit sich, dass Zukunft gebraucht wird. Wenn auch du das glaubst, gilt es für dich gleichermaßen: Du wirst Zeit brauchen, um endlich zu der Einsicht zu kommen, dass du keine Zeit brauchst, um der zu sein, der du bist."
"Um unglücklich sein zu könne, brauchst du ein erdachtes "Ich" mit einer Geschichte, einer vorgestellten Identität. Dieses Ich braucht Zeit - Vergangenheit und Zukunft. Wenn du deinem Unglücklichsein die Zeit entziehst, was bleibt dann übrig? Das Sosein dieses Augenblicks bleibt dann übrig. Vielleicht ist es ein Gefühl der Schwere, der Nervosität, der Anspannung, Wut oder sogar Übelkeit. Das hat jedoch nichts mit Unglücklichsein zu tun, auch nicht mit persönlichen Problemen. Menschlicher Schmerz ist nichts Persönliches. Es handelt sich einfach um einen intensiven Druck, eine intensive Energie, die irgendwo im Körper empfunden werden. Wenn ihm Aufmerksamkeit gewidmet wird, verwandelt sich das Gefühl nicht in ein Gedanken, der dann das unglückliche "Ich" aktiviert. Sieh, was geschieht, wenn du ein Gefühl einfach zulässt."
"Was für ein scheußlicher Tag. Er hielt es nicht für nötig, mich anzurufen. Sie hat mich sitzen lassen. Solche Geschichten erzählen wir uns und anderen, oft klagend. Sie entstehen unbewusst und dienen dazu, unser stets angeschlagenes Selbstgefühl dadurch zu stärken, dass wir "Recht" behalten und jemand anders ins "Unrecht" setzen. "Recht" zu haben verhilft uns zu einer Position eingebildeter Überlegenheit und bestärkt uns in unserem falschen Selbstgefühl, dem Ego. Außerdem wird dadurch eine Art Feindbild geschaffen: Ja, das Ego braucht Feinde, um seine Grenzen zu bestimmen, und dafür ist ihm sogar das Wetter recht. Durch deine gewohnheitsmäßige mentale Bewertung und emotionale Verhärtung hast du deine Beziehung zu Menschen und Ereignissen im Leben auf deine persönlichen Reaktionsmuster reduziert. Das alles sind Formen von selbst geschaffenen Leid, die jedoch nicht als solche erkannt werden, weil sie das Ego zufrieden stellen. Das Ego bezieht Kraft aus Konflikt und Gegenreaktion. Wie leicht das Leben wäre ohne diese Geschichten! 
Es regnet. 
Er hat nicht angerufen.
Ich war da. Sie nicht."

## Rezeption
Das Buch erschien in Deutschland erstmalig am 18. September 2003 beim Arkana Verlag und liegt mittlerweile in der 20. Auflage vor. Die englische Originalausgabe erschien erstmalig am 1. August 2003. Das Buch wurde vom Autor als Hörbuch in deutscher und englischer Sprache eingelesen.
Die Rezensenten Frederic und Mary Ann Brussat beschreiben Stille spricht als moderne Sutras zu spirituellen Themen wie Akzeptanz, Hingabe, Beziehungen und Leiden. Sie heben hervor, dass das Buch sowohl zeitlos als auch zeitgemäß ist und eine transformative Kraft besitzt. Im Vergleich zu Tolles anderen Werken hat das Buch eher weniger Aufmerksamkeit durch die breite Öffentlichkeit bekommen.
Schauspieler Chris Evans stellte Tolle bei Oprahs Buchclub eine Frage und verriet, ein Tattoo mit einem Zitat von Tolle aus Stille spricht zu haben.